# Харьков в годы Гражданской войны
За го́ды Гражда́нской войны́ в Росси́и (1917—1922) в Ха́рькове произошёл ряд крупных исторических событий: была провозглашена советская власть на Украине (декабрь 1917 года), город побывал столицей Донецко-Криворожской республики (февраль-апрель 1918 года), находился под германской оккупацией и в составе гетманата Скоропадского (май-ноябрь 1918 года), под властью Директории УНР (ноябрь-декабрь 1918 года), после чего в нём во второй раз была установлена советская власть (январь-июнь 1919 года) и Харьков стал столицей УССР (в марте 1919 года), затем город перешёл под контроль сил Белого движения и стал центром военной области белогвардейцев (июнь-декабрь 1919 года), а с декабря 1919 года в нём в третий раз окончательно установилась советская власть и Харьков повторно стал столицей УССР.

## Октябрь 1917 — начало февраля 1918 гг

### Первые месяцы после октябрьского восстания в Петрограде
После свержения большевиками в Петрограде 25 октября 1917 года Временного правительства статус Харькова оказался неопределённым. Основное влияние на дальнейший ход событий в городе получили действия Центральной Рады в Киеве, стремящейся объявить Харьков украинской территорией, а также большевистских организаций, стремящихся взять власть путём установления своего контроля над формирующейся системой Советов.
Центральной Радой был затронут вопрос «об объединении украинских земель». 12 ноября она приняла решение:

Распространить в полной мере власть Генерального Секретариата на все отделённые земли Украины, где большинство людей являются украинцами, а именно — Херсонщину, Екатеринославщину, Харьковщину, материковую Таврию, Холмщину, часть Курщины и Воронежчины.

В Третьем Универсале Центральной Рады от 20 ноября 1917 года Харьковщина и Екатеринославщина безоговорочно и в одностороннем порядке рассматривались Радой как украинская территория.

### Деятельность большевиков и формирование Советов
(см. также Харьковская операция (1917))
В противовес этому усилился процесс установления власти Советов на местах, особенно в промышленных, пролетарских центрах, в том числе и в Харькове. Несмотря на то, что Советы формировались изначально как представительства всех политических партий и течений, большинство в них постепенно брали в свои руки большевики. В Харькове большевикам удалось к декабрю 1917 — январю 1918 гг. взять Советы практически под полный контроль.
Одним из эпизодов борьбы в городе за власть стало противостояние Советов и 29-го броневого дивизиона, частично верного Временному правительству, частично — Центральной Раде, который располагался на улице Мироносицкой. Вот как описывает разоружение дивизиона один из первых советских танкистов Алексей Селявкин:

Вечером меня неожиданно вызвали в штаб В. А. Антонова-Овсеенко.
— Мы приняли решение о немедленном разоружении двадцать девятого отдельного бронедивизиона на Мироносицкой. Немедленно! — произнес спокойным, негромким голосом В. А. Антонов-Овсеенко, твердо смотря через стекла очков. — Ваш отряд, товарищ Селявкин, примет участие в этой операции. Подготовку к ней согласно плану вести архисекретно.
…Поздней ночью 9 ноября группы солдат 30-го полка, красногвардейцев и матросов Сиверса и Ховрина скрытно оцепили казармы 29-го отдельного бронедивизиона. Операция началась по сигналу — выстрелу пушки…
Мой тяжелый броневик системы «Пирлесс», вооруженный 45-миллиметровой пушкой и тремя пулемётами, стоявший в укрытии за зданием немецкой кирхи на Театральной площади, должен был по этому сигналу на большой скорости подойти к воротам казармы и перекрыть их, встав поперек. Но как ни скрытно шла подготовка, враг был настороже. Его броневики стояли во дворе казармы на подогреве, готовые к выходу и бою.
Наш экипаж точно выполнил поставленную задачу. Перекрыв ворота, выключил двигатель, затормозил ручным тормозом и поставил рычаг на скорость. «Пирлесс» чёрной громадой замер на месте. Отделение оказалось в ловушке: броневики не могли выехать на улицу, чтобы, развернувшись, принять бой. Группа матросов под командованием Ховрина и красногвардейцы, прикрываемые огнём броневиков отряда, одним броском подбежали к казарме и забросали её двор бутылочными гранатами.
После небольшой пулемётной перестрелки офицеры, видя бессмысленность сопротивления бежали под покровом ночи, а брошенные ими экипажи сдались.

### Первый Всеукраинский съезд Советов. Провозглашение советской власти

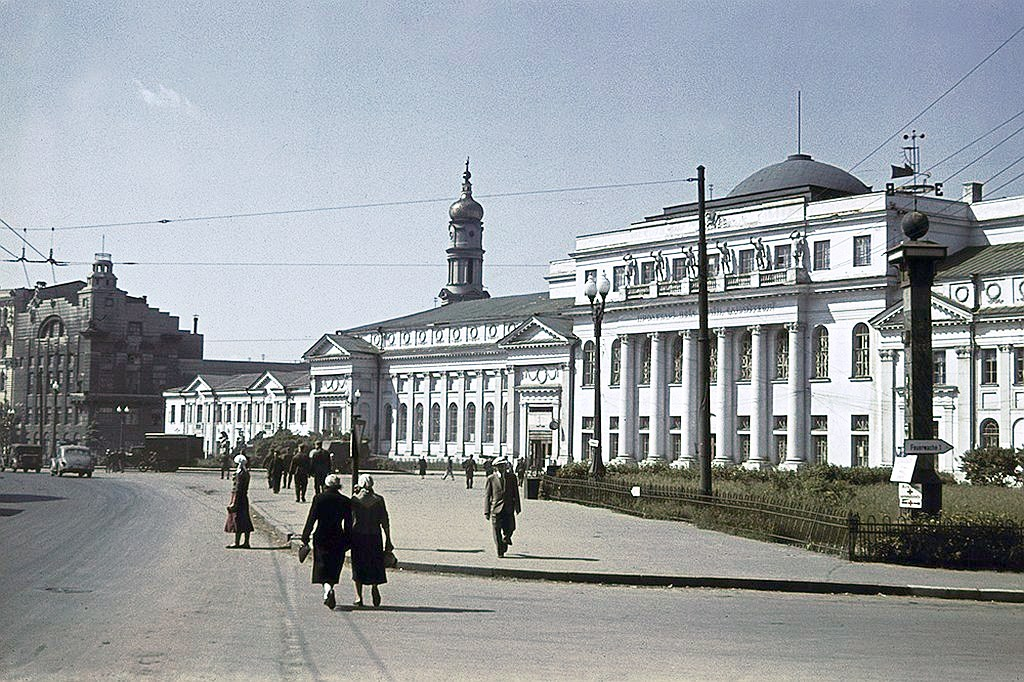
Дом дворянского собрания в Харькове на Николаевской площади (нынешняя площадь Конституции). В этом здании в конце декабря 1917 года была провозглашена советская власть на Украине. Разрушен в 1943 году.

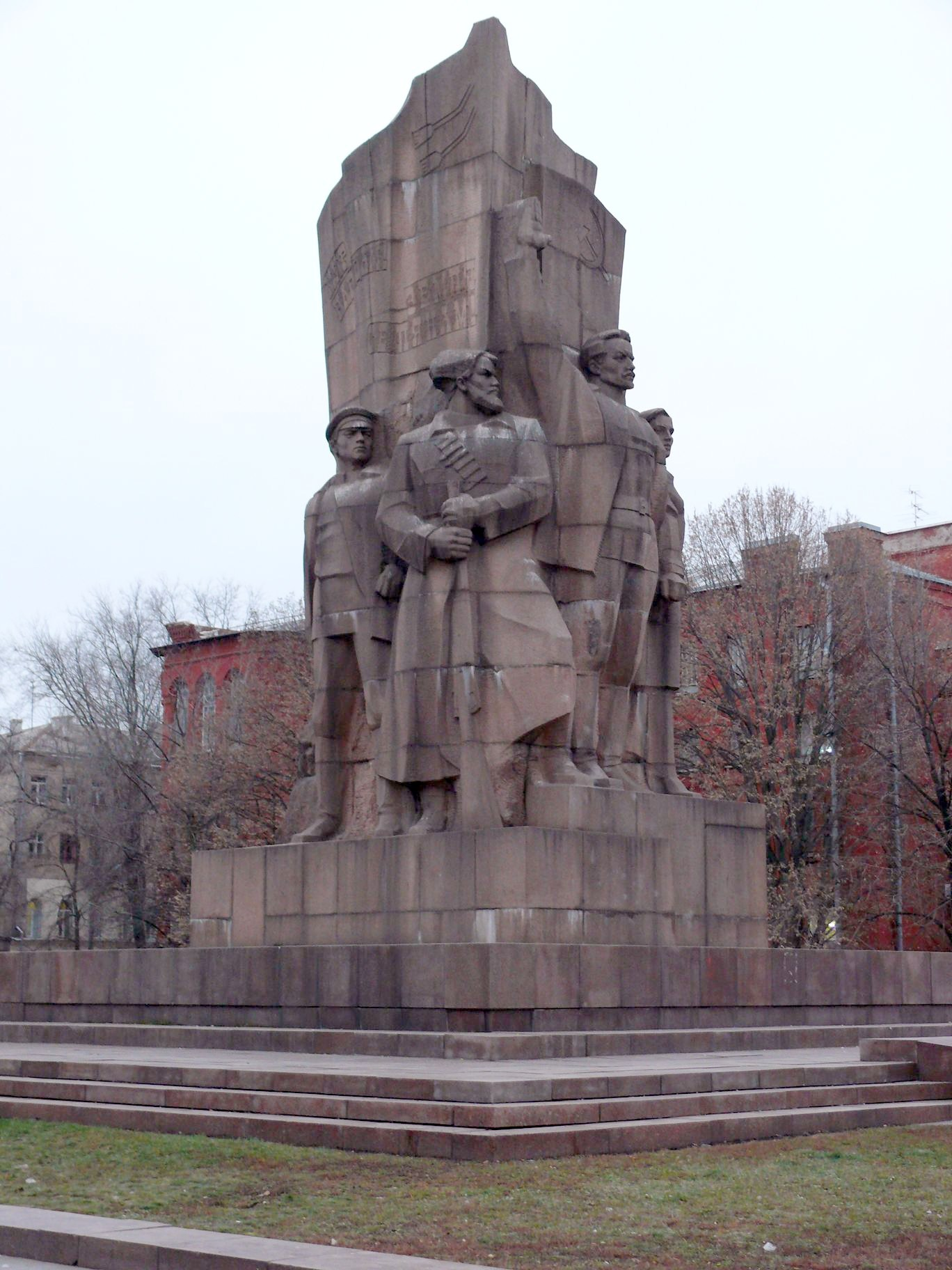
Монумент в честь провозглашения Советской власти на Украине. Располагался на месте разрушенного в 1943 году Дворянского собрания. Снесён в 2011 г.

Первый Всеукраинский Съезд Советов был созван в Киеве и состоялся там 4 (17) декабря 1917 г. Часть делегатов (большевиков) покинула его и провела альтернативный съезд в Харькове.
Согласно украинскому историку В. Солдатенко, большевики Юго-Западного края в ноябре 1917 года предложили созвать Всеукраинский съезд Советов для решения наиболее актуальных проблем тогдашней жизни. Эту идею поддержали многие местные Советы.
Согласно другому историку Савченко В.А. в начале декабря (до открытия съезда) уже были разработаны планы нападения на Украину. Ещё до начала альтернативного съезда в  Харькове город был под контролем отрядов Антонова-Овсеенко.
24—25 декабря 1917 года в Харькове в здании бывшего Дворянского собрания состоялся 1-й Всеукраинский съезд Советов, который провозгласил Украину народной республикой Советов, заявил о свержении власти Центральной Рады, установлении федеративных связей Советской Украины с Советской Россией, избрал Центральный Исполнительный Комитет (ЦИК) Советов. 27 декабря из состава ЦИКа был выделен Народный секретариат — первое советское правительство Украины.

### Харьков и вооруженный конфликт с Центральной Радой
Советские власти Харькова приняли активное участие в вооруженном конфликте с Центральной Радой. В январе 1918 года из Харькова в направлении Полтавы под командованием М. Муравьева выступил сводный отряд из харьковских красногвардейцев, червоных казаков В. Примакова и одного бронепоезда — всего 700 бойцов. Эти войска 29 января приняли участие в бою под Крутами, где захватили 34 человек пленных из студенческой сотни, которые были отправлены поездом в Харьков, а затем отпущены.

## Февраль — апрель 1918 гг. Донецко-Криворожская республика

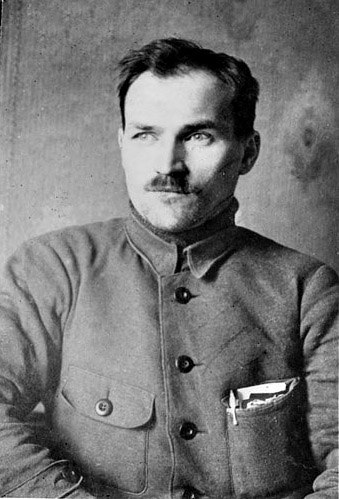
Артём (Ф. А. Сергеев). Харьковский большевик, основатель Донецко-Криворожской республики.

К концу 1917 — началу 1918 года оформилась идея отделения Донецкого и Криворожского бассейнов от остальной Украины. Причиной тому была позиция большевиков Левобережья относительно отличия Донецкого и Криворожского бассейнов от хозяйственных основ остальной территории Украины, проблематичности вхождения Донкривбасса в состав Украины. На четвёртом областном съезде Советов рабочих депутатов Донецкого и Криворожского бассейнов, который состоялся 9-12 февраля 1918 года, была провозглашена Донецко-Криворожская республика со столицей в Харькове. Председателем Совнаркома-Правительства республики был избран Артём (Ф. А. Сергеев). Четыре министерских портфеля в правительстве ДКР были предложены эсерам. Создание ДКР противопоставлялось Украинской Народной Республике, провозглашённой ранее Центральной Радой, которая большевиками воспринималась как буржуазная.

### Столица ДКР

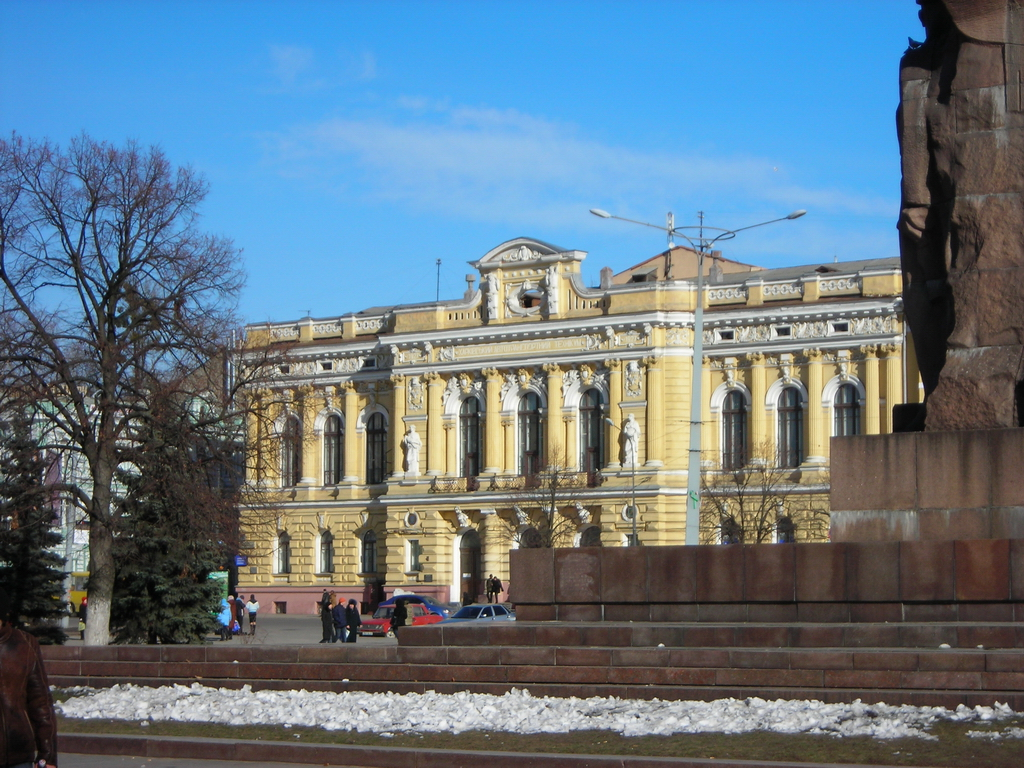
Здание колледжа транспортных технологий. В начале 1918 года здесь располагался Южный Областной Совет Народного Хозяйства Донецко-Криворожской республики

Главным экономическим органом ДКР стал Южный Областной Совет Народного Хозяйства, который расположился в помещении нынешнего колледжа транспортных технологий на площади Конституции. В марте 1918 года наркомат просвещения ДКР запретил закрывать школы, ввёл бесплатное образование для детей бедноты, открыл курсы по ликвидации неграмотности, детсады, разработал программу по созданию летних лагерей.

### Падение ДКР и вступление немцев в город
3 марта 1918 года между большевиками и немцами был подписан Брестский мирный договор, по которому территория ДКР вместе с Харьковом оказывалась в зоне немецкой оккупации. В начале марта, Совнарком ДКР, возражающий против оккупации республики немцами приступает к созданию Донецкой армии. К 5 апреля в её составе насчитывается 13 тысяч человек.
Немцы продвигались на восток, и начали оккупацию Донецкого и Криворожского бассейнов. В начале апреля 1918 года немецкие отряды подошли к Харькову. 7 апреля немцы вступили в город со стороны улицы Екатеринославской. Правительство ДКР находилось в городе до последнего, Артём и его сподвижники покинули здание городского совета только тогда, когда немцы заняли Южный вокзал. Правительство ДКР переехало сначала в Луганск, а затем 28 апреля 1918 года эвакуируется за Дон.

## Апрель — декабрь 1918 года. Украинская держава Скоропадского
(см. также Украинская держава, Германская оккупация Харькова (1918))

Флаг Украинской державы, под контролем которой Харьков находился с апреля по декабрь 1918 года

Вместе с немцами в Харьков вступил Запорожский корпус под командованием полковника УНР П. Болбочана, который при согласии генерала Ивана Натиева назначил временным харьковским губернским военным комендантом (с исполнением обязанностей губернского комиссара) командира 4-го Запорожского полка имени Б. Хмельницкого полковника А. Шаповала.
Члены Центральной Рады похитили крупного киевского банкира, главу Русского для внешней торговли банка Абрама Доброго, и перевезли его в Харьков, где содержали под арестом — по одним данным, в гостинице, по другим — в Холодногорской тюрьме. Данное похищение министрами Рады человека, через банк которого шли финансовые операции оккупационных войск с Рейхсбанком, переполнило терпение немецкого командующего на Украине Германа фон Эйгхорна.
Немедленно германское командование осуществило 28 апреля 1918 года арест членов Центральной Рады в Киеве, и 29 апреля была утверждена власть гетмана П. Скоропадского. Первые достоверные сведения об этом привез в Харьков профессор А. Погодин, заведующий финотделом губернского земства. Возвратившись из Киева в ночь с 1 на 2 мая, он дал обширное интервью харьковской прессе. 3 мая харьковские газеты опубликовали «Грамоту» гетмана Скоропадского, согласно которой восстанавливались в полном объёме и все распоряжения бывшего Украинского правительства, и отменялись распоряжения Временного Правительства. Вечером того же дня собралась на чрезвычайное заседание городская дума, преимущественно высказавшая доверие новоизбранному гетману.
С 3 по 9 мая в Харькове многократно вводился комендантский час с ограничением перемещения по городу. 11 мая в Харьковском оперном театре собрался губернский съезд Союза хлеборобов (политической партии, которая привела к власти Скоропадского) под руководством её харьковских первых лиц: князя Голицына и Сасс-Титовского. Общее собрание хлеборобов Харьковской губернии выразило свою поддержку «создавшейся на Украине твердой власти».

### Гетманский Харьков
Историк С. Волков приводит в своей работе описание Харькова в мае 1918 года одним из добровольцев:

Харьков, где в те дни (май 1918 года) жизнь била ключом, представлял собой разительный контраст умирающей Москве. Бросалось в глаза обилие офицеров всех рангов и всех родов оружия, фланирующих в блестящих формах по улицам и наполнявших кафе и рестораны. Их веселая беспечность не только удивляла, но и наводила на очень грустные размышления.

В гетманском Харькове летом 1918 года находилось около 12 000 офицеров, и при этом существовала сильная офицерская организация, в «батальоне» которой состояло около тысячи человек. Кроме того, имелись списки ещё около 2 тысяч проживавших в городе офицеров, не посвященных в организацию, но считавшихся надежными. Такие же, но более мелкие организации существовали в других городах Харьковской губернии.
Летом 1918 года Харьков стал одним из первых городов, где прошла всенародная панихида по убиенному царю Николаю Второму. Она состоялась по инициативе полковника Б. Штейфона и его единомышленников, и была поддержана ближайшим сподвижником П. Скоропадского графом Ф. Келлером, проживающим тогда в Харькове. Заупокойную литургию в один из воскресных дней июля 1918 года отслужил митрополит Харьковский Антоний Храповицкий (будущий первоиерарх Русской Православной Церкви за границей). После литургии харьковское духовенство при большом стечении народа отслужило на Соборной (нынешней Университетской) площади панихиду по Государю.
При гетманате в Харькове стоял немецкий гарнизон. Командующим немецкими войсками в Харькове являлся генерал Менгельбир.

### Уход немцев из Харькова, ослабление гетманской власти
Революция ноября 1918 года в Германии вывела немцев из Первой мировой войны, что привело к завершению немецкой оккупации территории Украины. В 10-х числах ноября 1918 года немецкие войска начали покидать Харьков. Разрозненные, разбросанные по всей Украине, гетманские силы, оставшись без немецкой поддержки, были застигнуты врасплох. Одни соединения просто разбегались, другие, понимая безнадежность сопротивления, признавали власть Директории.

## Ноябрь — декабрь 1918 года. Директория УНР
(см. также УНР)

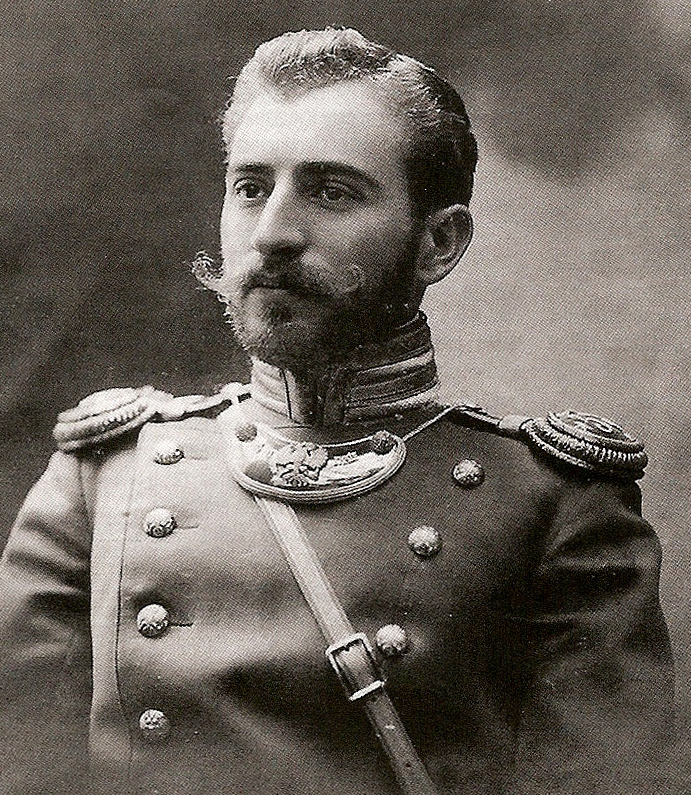
Командир Запорожского корпуса полковник П. Болбочан

Уже 18 ноября 1918 года в оставленном немцами Харькове власть перешла к Запорожскому корпусу под командованием полковника П. Болбочана, который признал в городе и губернии власть Директории. Затем войска корпуса вслед за отступающими немцами выдвинулись из Харькова на Полтаву, и заняли её 27 ноября.

### Харьков при Директории
Власть Директории продержалась в Харькове чуть более месяца. Несмотря на то, что в течение первых двух недель восстания почти вся территория Украины, за исключением Киева, перешла в руки Директории (точнее, тех масс, которые откликнулись на её призыв и захватили власть на местах), значительная часть восставших тогда была настроена больше пробольшевистски, чем пропетлюровски. 14 декабря войска Директории взяли последнюю опору гетманата — Киев. Но в это время большевики уже готовили своё наступление на Харьков.

## Январь — июнь 1919 года. Второе установление советской власти и образование УССР

Флаг УССР, утверждён 10 марта 1919 года в Харькове

17 ноября 1918 года был образован Реввоенсовет Особой группы войск Курского направления во главе с В. А. Антоновым-Овсеенко, а 28 ноября в Курске — Временное рабоче-крестьянское правительство Украины, возглавляемое Г. Л. Пятаковым. Эти силы в конце декабря 1918 года приблизились к Харькову.

### Второе установление советской власти
В ночь на 1 января 1919 года началось большевистское восстание в Харькове, а 3 января в город вступили советские части.
7 февраля 1919 года приказом наркома по военным делам Украины был образован Харьковский военный округ, включавший в себя территории Харьковской, Екатеринославской, Полтавской и Черниговской губерний. Штаб ХВО подчинялся Реввоенсовету Южного фронта и занимался подготовкой для него резервных частей.

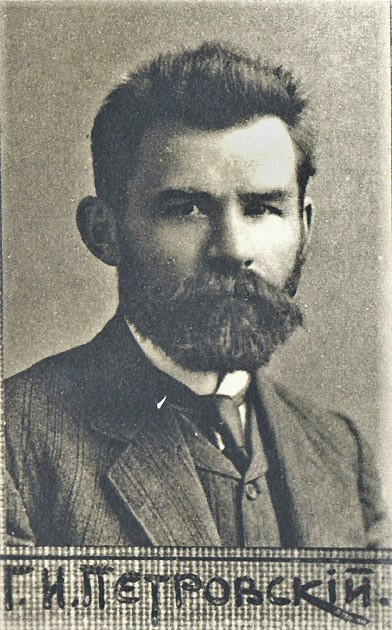
Председатель ЦИК УССР Г. Петровский

8-10 марта 1919 года в Харькове состоялся Третий Всеукраинский съезд Советов, на котором было провозглашено создание Украинской социалистической советской республики (УССР). Председателем ЦИК УССР был избран Г. Петровский, председателем СНК УССР — Х. Раковский. Съезд также принял проект Конституции УССР. В окончательной редакции Конституция была утверждена 14 марта 1919 года.
Во время съезда, 9-10 марта в Харькове был проведён праздник Красной Армии с парадом. Согласно приказу коменданта Харькова И. Якимовича № 67 от 7 марта 1919 года для организации праздника предисывалось следующее:

домовладельцам.. домовым комитетам.. убрать дома красными флагами и красноармейскими звёздами… все театры должны быть убраны в духе соответствующем празненству, под руководством художников инструкторов политического отдела Народного Комиссариата по военным делам… лица, замеченные в срывании и порче телеграфных и телефонных проводов будут беспощадно расстреливаться на месте преступления.

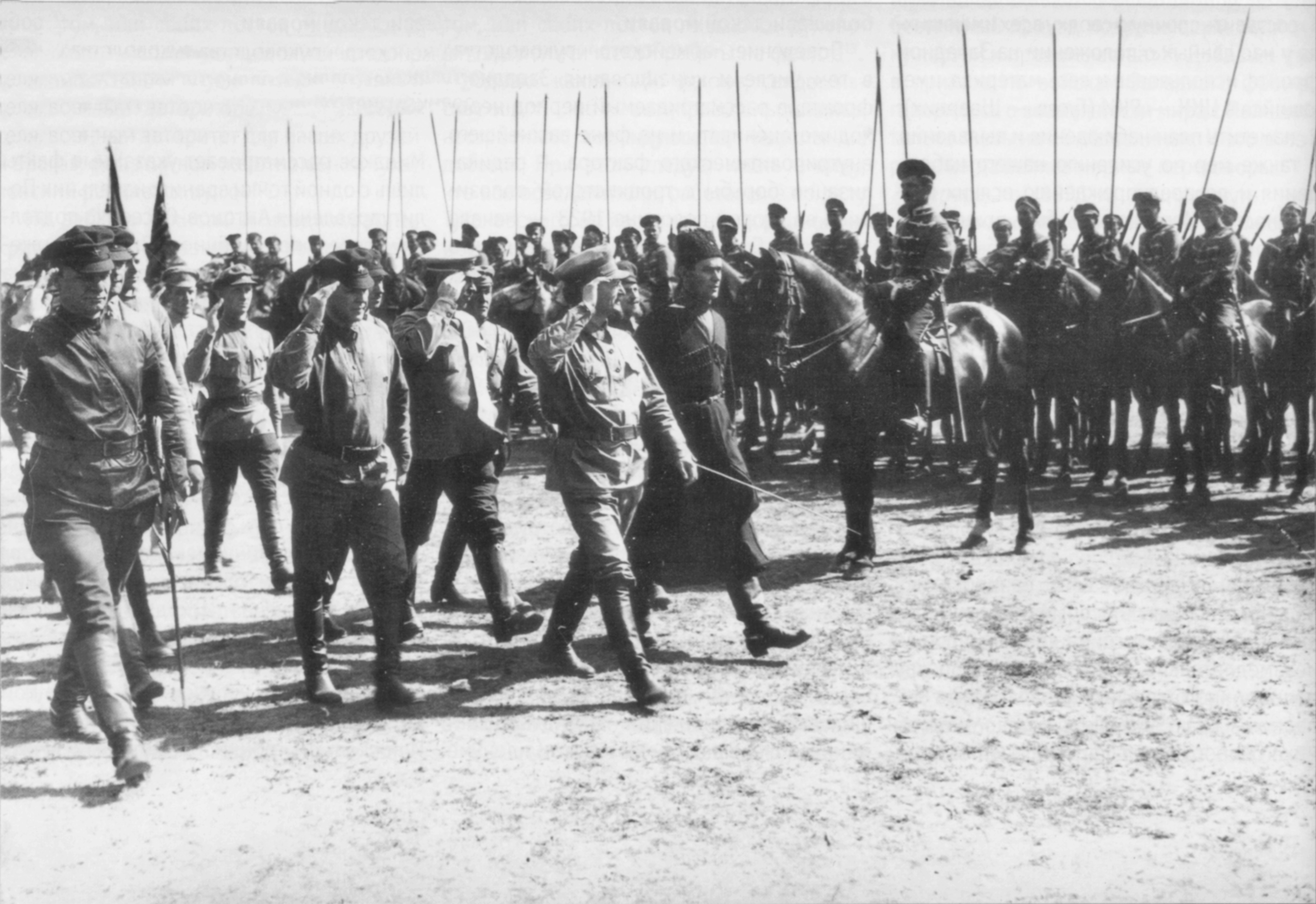
Лев Троцкий и Егоров в Харькове перед сдачей его белым. 1919

11 марта в городе большевиками был проведён день чествования Т. Г. Шевченко. В этот день была издана большим тиражом единоразовая газета «Тарасове свято» (Тарасов праздник — рус.), содержащая стихи и посвящения в честь «великих роковин» (большого юбилея — рус.) «борца за социальное освобождение и Украинского поэта ТАРАСА ШЕВЧЕНКО».
В скором времени после Съезда ключевой задачей советских властей Харькова становится организация похода РККА на помощь образованной 21 марта 1919 года Венгерской Советской Республике. Однако вследствие мятежа частей атамана Григорьева, предназначавшихся для действий в Венгрии (военные силы мятежников 20 тыс. человек, свыше 50 орудий, 700 пулемётов, 6 бронепоездов), в мае 1919 г. поход был сорван. 10 мая в связи с мятежом атамана Н. Григорьева была введена должность командующего войсками Харьковского военного округа, на которую был назначен К. Ворошилов. После подавления очагов восстания должность упразднена.

### Деятельность Харьковской ЧК

Начальник комендантского взвода ЧК и харьковского концентрационного лагеря в 1919 г. С. А. Саенко

Здание Харьковской ЧК

В первой половине 1919 г. в городе при территориальном отделении ЧК был создан лагерь по типу концентрационного. Лагерь был расположен в бывшем здании Харьковской каторжной тюрьмы, а его комендантом был назначен бывший харьковский столяр, впоследствии каторжник, осуждённый в Российской империи за уголовные преступления, С. Саенко.
По данным, приводимым историком С. Волковым, В Харькове перед приходом белых ежедневно расстреливалось 40-50 человек, всего свыше 1000. Ряд сообщений об этих расстрелах появлялся в «Известиях Харьковского Совета»
Белоэмигрантский историк С. П. Мельгунов утверждает, что Харьковское ЧК под руководством Саенко применяло скальпирование и «снимание перчаток с кистей рук».
Известно, что командующий советским Украинским фронтом, а позже нарком военных дел УССР В. А. Антонов-Овсеенко отрицательно относился к работе органов ЧК в 1919 г., называя их («чрезвычайки»), и в частности, Харьковскую ЧК — «чересчурками».

### Белогвардейское подполье и белое восстание
(Основная статья: Белое восстание в Харькове)

Генерал Б. А. Штейфон, организатор офицерского вербовочного центра в Харькове

В городе существовало с 1918 года и вело активную деятельность белогвардейское подполье. Летом 1918 года харьковчанин, генерал Б. Штейфон, служивший у белых, приехал в Харьков, где совместно с генералом А. фон Лампе организовал центр вербовки офицеров в Добровольческую армию. В сентябре он отбыл обратно в армию.
Весной 1919 года штабом белых в город был направлен корниловец Александр Долгополов. Успешно выполнив задание по передаче секретных документов Харьковскому центру, Долгополов начал собирать любые сведения, полезные Добровольческой армии. Он устроился в Штаб Обороны, находившийся на Епархиальной улице (нынешняя улица Артёма), где предложил свои услуги помощи по сооружению укреплений в надежде достать в штабе их чертежи, но эта миссия ему не удалась. В дни вступления белых в Харьков Долгополову удалось посодейстовать переходу на сторону белых советского Южного Стрелкового полка, державшего оборону в городе на улице Сумской.
В апреле 1919 года белым командованием в Харьков был направлен полковник Алексей Двигубский. Двигубскому удалось под именем полковника Захарова внедриться в штаб 2-й Советской Украинской армии и войти в доверие к командующему Украинским фронтом В. А. Антонову-Овсеенко, а также получить возможность осуществлять личные доклады Л. Д. Троцкому по ключевым вопросам. Он тайно организовал ряд локальных вооруженных выступлений в городе против советской власти, выручал попавших в Чрезвычайную комиссию единомышленников от расстрела, добиваясь оправдательных приговоров либо путём организации побегов.
При подходе к городу Добровольческой армии 9(22) — 10(23) июня 1919 года под руководством Двигубского и Харьковского центра было поднято белое восстание с целью освобождения города от советских войск, имевшее половинный успех вследствие малочисленности участвовавших: восставшие временно заняли Сумскую, захватили школу красных командиров, Интернациональный университет и нижние 4 этажа здания ЧК, откуда освободили арестованных (среди которых была сестра Двигубского), но отступили под давлением красных на Иоанновское кладбище и ипподром. Повстанцы отступили из города в Сокольники, затем Большую Даниловку, ударили из захваченных пулемётов Шоша в тыл красным и дождались вступления в город основных частей, с которыми впоследствии и соединились.

## Июнь — декабрь 1919 года. Белое движение. Город под контролем войск Деникина
(см. также основную статью по теме: Добровольческая армия в Харькове)
(см. также Харьковская операция (июнь 1919))

Триколор, флаг сил Вооружённых сил Юга России, под контролем которых Харьков находился с июня по декабрь 1919 года.

Ко второй половине июня 1919 года основные силы Добровольческой армии под командованием генерала В. З. Май-Маевского вплотную приблизились к Харькову, контролируемому Красной Армией. С 20 июня на подступах к городу завязались бои у железнодорожной станции Лосево, а затем в районе Паровозостроительного завода (нынешнего завода им. Малышева) и у станции Основа. С севера город 21 июня пыталась взять Терская дивизия генерала С. М. Топоркова, осуществлявшая рейд по тылам красным, но из-за недостатка сил и под натиском советских бронемашин она отошла от города в район Золочева.

### Взятие Харькова дроздовцами

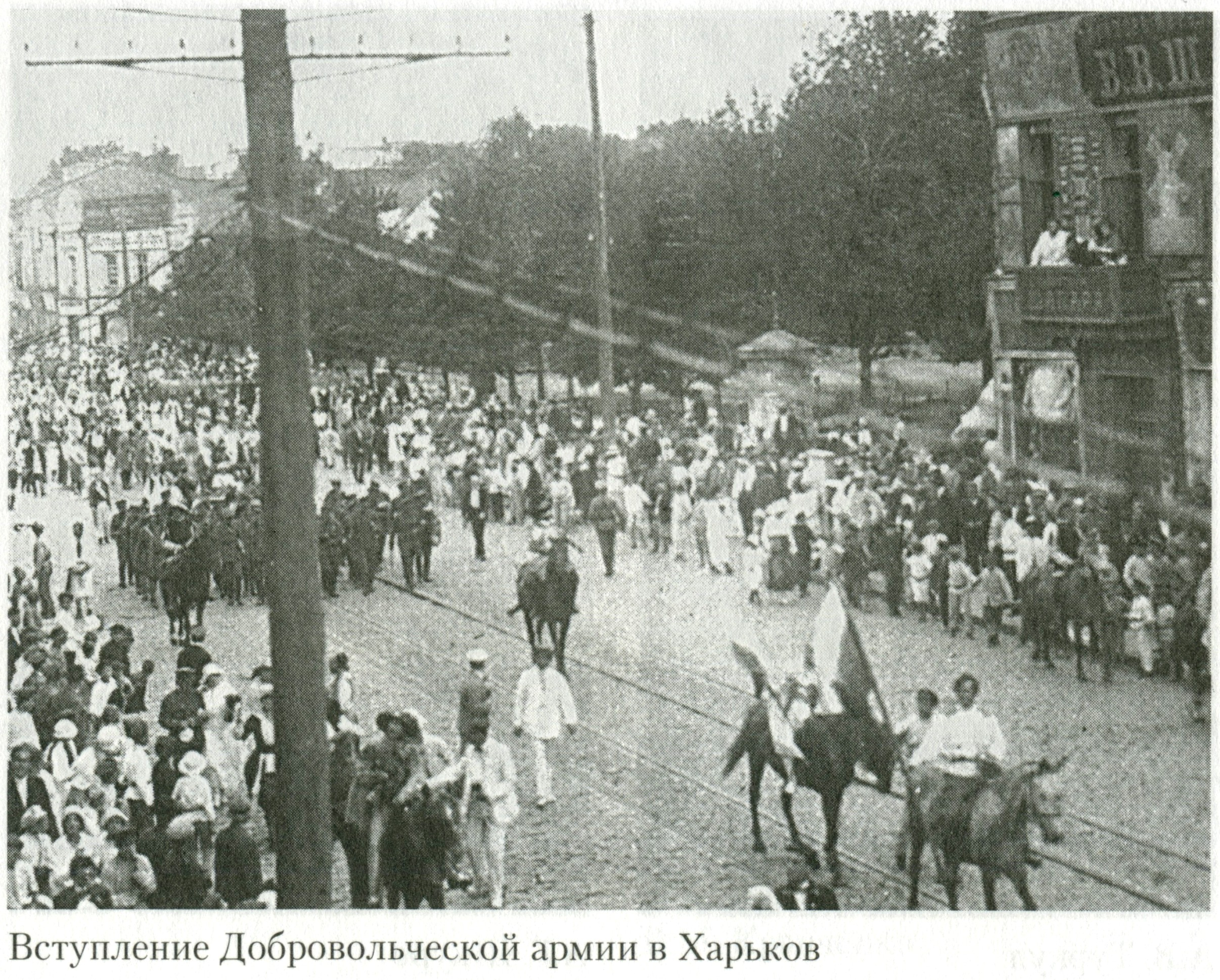
Вступление Добровольческой армии в Харьков 25 июня 1919 года по улице Екатеринославской

Белая кавалерия на улицах Харькова

Дроздовские части 24 июня с утра прорвали оборону советских сил у станции Основа, и преследуя отступающих по железнодорожной ветке до станции Харьков-Левада, перешли реку Харьков по деревянному мосту у Харьковской электростанции. Перейдя мост, силы белых вошли в центральную часть города по улице Кузнечной.
Наиболее ожесточённое сопротивление вступающим в город дроздовцам оказал на центральных улицах города красный броневик «Товарищ Артём» (командир — Е. Станкевич).
Броневик был забросан гранатами, а его экипаж, попытавшийся скрыться, пойман и в присутствии народа расстрелян на Николаевской площади. Память экипажа броневика увековечена мемориальной доской на здании городского совета.
Основные силы Добровольческой армии вступили в город на следующее утро, 25 июня 1919 года, высадившись на Южном вокзале. Войска проследовали парадным маршем в сторону центра города по улице Екатеринославской (нынешний Полтавский Шлях) во главе с командиром дроздовцев генералом В. К. Витковским.

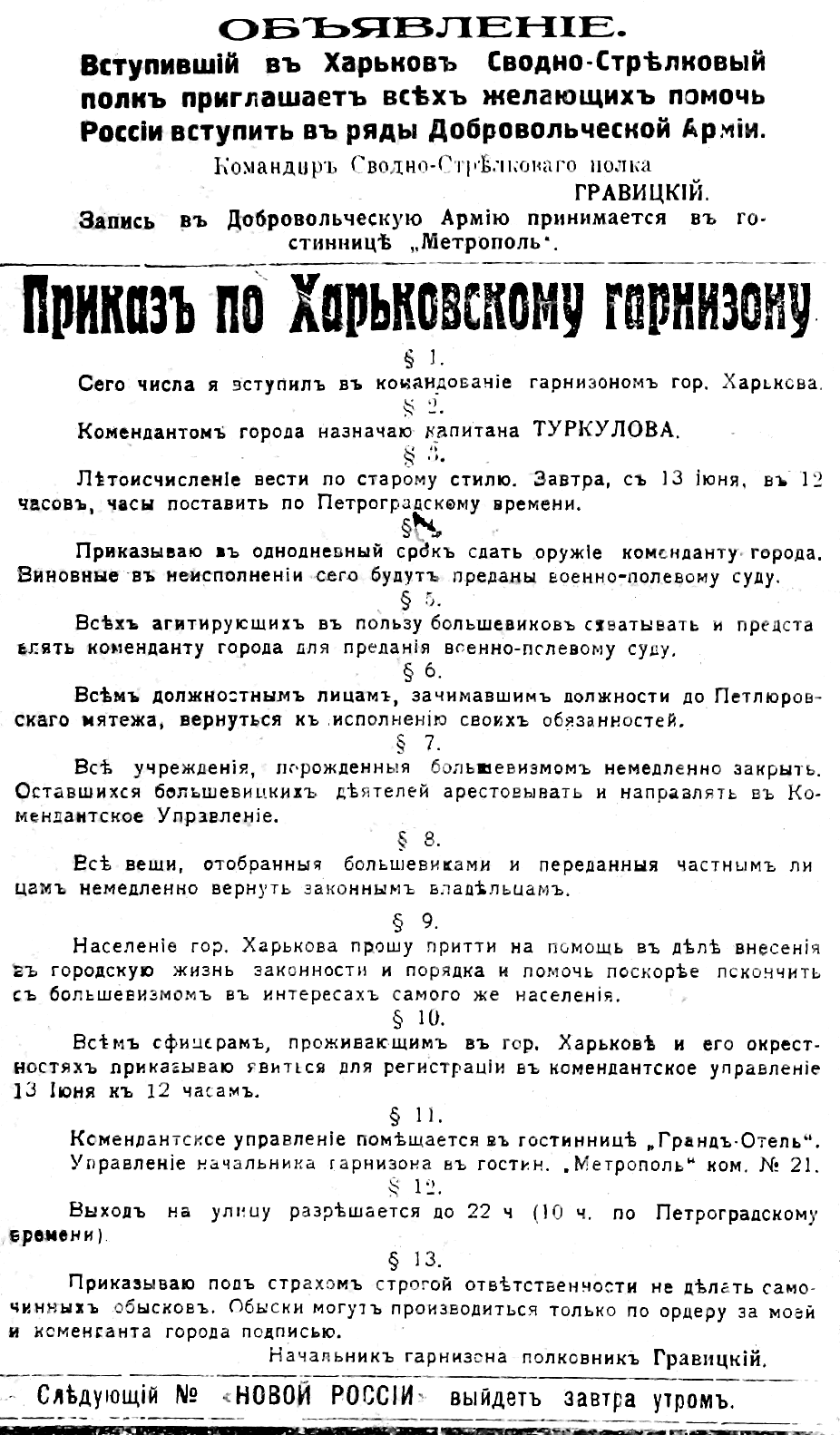
Приказ Гравицкого по «белому» гарнизону Харькова 25 июня 1919: завтрашний день считать 13-м июня в связи с отменой григорианского и переходом на юлианский календарь
Титульная страница номера ежедневной харьковской газеты «Новая Россия» от 22 июня (ст. ст.) 1919 года с объявлениями о приезде в Харьков генерала Деникина

### Столица Харьковской военной области. Власть Вооружённых сил Юга России
(основная статья Харьковская область (ВСЮР))

Главноначальствующий в Харьковской области в июне-декабре 1919 года генерал-лейтенант В. З. Май-Маевский

С вступлением белых войск в Харьков 25 июня 1919 года была образована Харьковская область. Главноначальствующим области был назначен командующий Добровольческой армией генерал-лейтенант В. З. Май-Маевский. В здании Дворянского собрания была размещена его штаб-квартира.

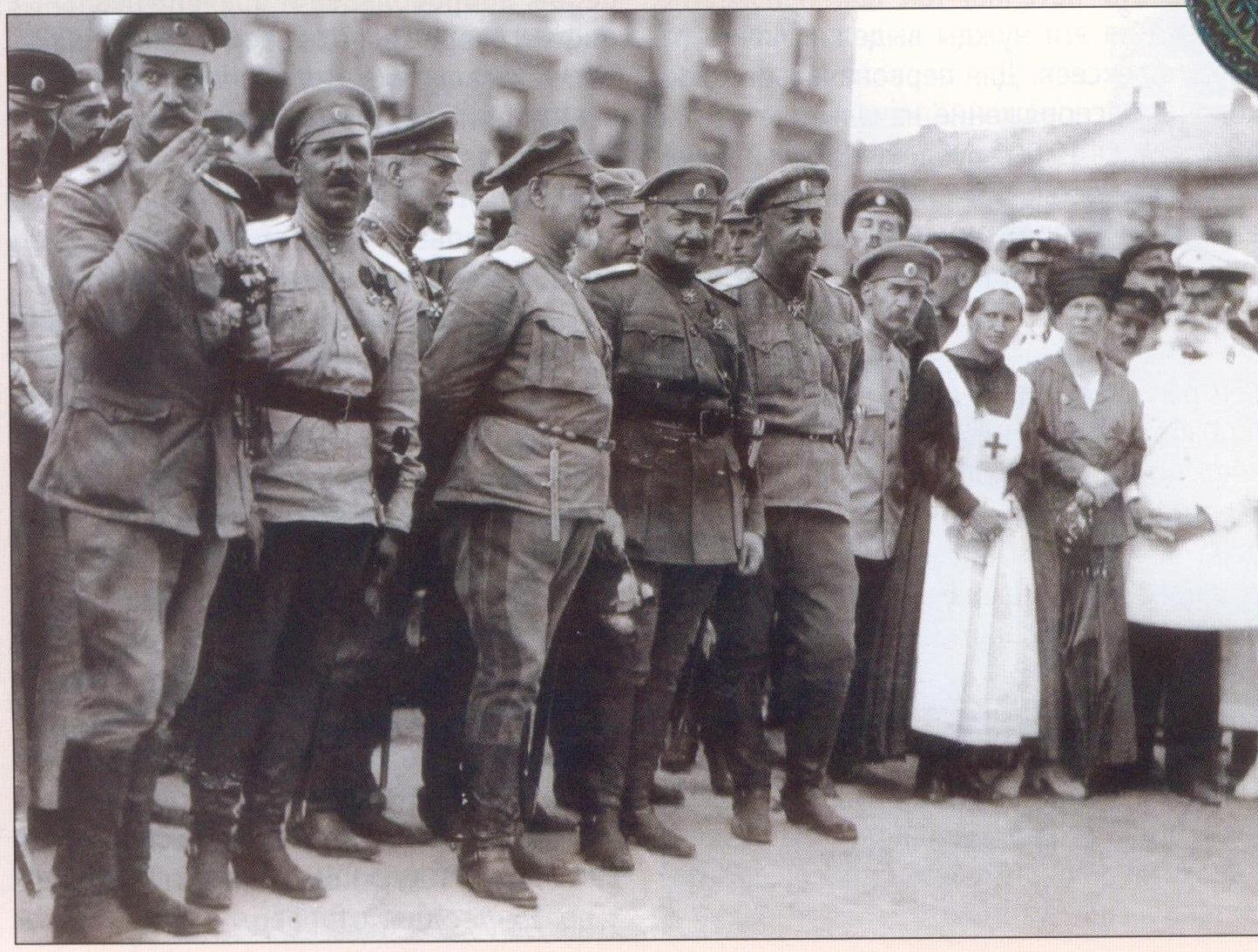
Парад добровольческих войск в Харькове 5 июля 1919 года.

28 июня Харьков посетил главнокомандующий ВСЮР А. И. Деникин, в честь чего в городе был организован парад добровольческих частей, который состоялся на Соборной (нынешней Университетской) площади. После парада Деникин присутствовал на торжественном молебне, посвящённом освобождению города, на площади перед Никольским собором. Жители города и депутации городских общественных организаций преподнесли Главнокомандующему хлеб-соль на специальном блюде, которое сейчас хранится в Центральном музее Вооружённых Сил.

Чествование генерала А. П. Кутепова в Харькове в 1919 году на одном из городских парадов ВСЮР

Генерал А. Шкуро, прибывший в Харьков, прикладывается к кресту, лето 1919 года

Харьков в июне-июле 1919 года вместе с Деникиным и без него посещали (некоторые по несколько раз) также генералы И. Романовский, А. Лукомский А. Шкуро, А. Кутепов и многие другие. Высшие чины ВСЮР во время посещения Харькова останавливались в гостинице «Гранд-отель», там же расположился штаб Добровольческой армии. В гостинице Метрополь расположился сначала штаб дроздовцев, а затем Военная комендатура.
5 июля 1919 года при повторном приезде в Харьков Деникина состоялся ещё один парад. В этот день на Павловской площади при большом стечении народа Деникин объявил жителям города, что «третьего дня (3 июля) отдал приказ войскам наступать на Москву». Затем Главнокомандующий посетил спектакль в городском драматическом театре.
В сквере перед гостиницей «Гранд-Отель» на Сергиевской площади летом 1919 г. делегация русских промышленников во главе с Рябушинским вручила Май-Маевскому золотую шашку.
В Харькове при белых официальными печатными органами властей ВСЮР являлись три газеты: «Южный край», «Новая Россия» (редактор В. Даватц) и «Полдень».
Белые в Харькове получили значительные пополнения добровольцами, что дало им возможность в несколько раз увеличить численность своей армии (с 9,6 до 26 тысяч) и продолжать наступление на Москву. Ряды белых пополнил тогда и красный высокопоставленный перебежчик, начальник административного управления Харьковского военного округа, А. А. Бене. За время присутствия белых в городе прошло несколько крупных парадов. В Харькове был сформирован 3-й Корниловский ударный полк, с конца августа 1919 года принимавший участие в наступлении на Москву.
Экономика
При белых резко снизилась цена на хлеб: со 120-140 руб./фунт до 7 руб/фунт (в начале сентября), что вызвало симпатию беднейших слоев населения к новой власти. С другой стороны, отмена советских денег вызвала определённое напряжение.

### Отступление белых
(см. также Харьковская операция (декабрь 1919))
Ситуация на фронте в октябре 1919 года переломилась, и войска ВСЮР начали отступление. К декабрю фронт боевых действий снова приблизился к Харькову. Город от наступающих частей РККА обороняли силы Добровольческого (1-го Армейского) корпуса генерала А. П. Кутепова. Основное сопротивление отступающие части оказывали северо-восточнее города. При этом сам город 6-12 декабря крупными силами не оборонялся и был отдан практически без боя. Некоторые отступающие части делали попытки осуществлять только локальное сопротивление. Штаб Добровольческой армии во главе с В. З. Май-Маевским эвакуировался из Харькова 10 декабря. 12 декабря 1919 года город покинули последние корниловские части, отступившие на Безлюдовку и Рогань, после чего в Харьков вошли войска РККА и период пребывания Добровольческой армии в городе завершился.

## Декабрь 1919 года. Третье установление советской власти
12 декабря 1919 года во второй половине дня город полностью заняли войска РККА, и в Харькове в третий раз была установлена советская власть. Через неделю, 19 декабря Харьков был объявлен столицей УССР. На этом активная фаза Гражданской войны для Харькова завершилась. На этот раз советские войска пришли в город основательно. И, как впоследствии оказалось, окончательно.
С конца 1919 года возобновила работу Харьковская ЧК. Белогвардейские городские газеты (такие как «Новая Россия», «Южный край» и «Полдень») с приходом большевиков были закрыты, а их редакции разгромлены. Вместо них официальными изданиями города стали «Известия Харьковского Совета рабочих депутатов»; «Известия Временного рабоче-крестьянского правительства Украины и Харьковского Совета рабочих депутатов». В 1920 году в Харькове также издавался журнал «Коммунист», орган ЦК КП(б)У. Была восстановлена система советов. Летом и осенью 1920 года Харьковским советом рассматривались вопросы помощи фронту, участии его депутатов в борьбе с продовольственным кризисом, мобилизации членов Совета в ряды Красной Армии и т. д.

## 1920—1922/1923
В Харькове в 1920 году располагался штаб Южного фронта РККА (командующий Михаил Фрунзе), который победил Русскую армию Врангеля и занял Таврию и Крым в ноябре 1920.

#### Мемуары белых
- Двигубский А.М. Отчёт о деятельности Харьковского разведывательного центра. Составлен полковником Двигубским, начальником Харьковского центра разведывательного отделения штаба Главнокомандующего Вооружёнными силами Юга России в июне 1919 года.. — Харьков: Харьковский частный музей городской усадьбы, 2007. — 56 с. — 300 экз. — ISBN 978-966-8246-77-7.
- Антон Туркул. Дроздовцы в огне: Харьков. Мюнхен, 1947.
- Левитов М. Корниловцы в Донецком бассейне. главы «Переход в наступление», «2-й Корниловский ударный полк». // Вооружённые силы на Юге России. Январь-июнь 1919 года. / д.и.н. С.В. Волков. — М.: Центрполиграф, 2003. — С. 52-62. — 672 с. — ("Россия забытая и неизвестная. Белое движение в России", том 17). — 3000 экз. — ISBN 5-95-24-0666-1.
- Долгополов А. Мои приключения в Совдепии. // Вооружённые силы на Юге России. Январь-июнь 1919 года.. — М.: Центрполиграф, 2003. — С. 65-76. — 672 с. — ("Россия забытая и неизвестная. Белое движение в России", том 17). — 3000 экз. — ISBN 5-95-24-0666-1.
- Павлов В. Марковцы в Донбассе. главы «Вперёд к Москве», «На Белгород», «Пятая рота в Волчанске», «В Белгороде». // Вооружённые силы на Юге России. Январь-июнь 1919 года.. — М.: Центрполиграф, 2003. — С. 105-119. — 672 с. — ("Россия забытая и неизвестная. Белое движение в России", том 17). — 3000 экз. — ISBN 5-95-24-0666-1.
- Кравченко В. Дроздовцы в боях зимой и весной 1919 года. // Вооружённые силы на Юге России. Январь-июнь 1919 года.. — М.: Центрполиграф, 2003. — С. 185-189. — 672 с. — ("Россия забытая и неизвестная. Белое движение в России", том 17). — 3000 экз. — ISBN 5-95-24-0666-1.
- Мамонтов С. Походы и кони. главы «Изюм», «На Купянск», «Другой бой», «Добыча», «Лёгкие походы», «Харьков», «Паника», «Золочев», «Должик», «Влопались», «В болоте», «Отстаиваемся», «Дергачи». // Вооружённые силы на Юге России. Январь-июнь 1919 года.. — М.: Центрполиграф, 2003. — С. 319-340. — 672 с. — ("Россия забытая и неизвестная. Белое движение в России", том 17). — 3000 экз. — ISBN 5-95-24-0666-1.
- Пушкарёв С. Г. Воспоминания историка 1905 — 1945. — Посев, 1999. — 112 с. — (Библиотечка россиеведения №3. Журнал «Посев», специальный выпуск за 1999 г.).
- Власов А. О бронепоездах Добровольческой армии. // Белые бронепоезда в Гражданской войне. Сборник / ред.-сост. Г. Пернавский. — М.: Яуза, Эксмо, 2007. — С. 22-415. — 608 с. — (Имперский стяг). — 4100 экз. — ISBN 978-5-699-24849-0.
- Шидловский С. Н. Главы 3—5 // Записки белого офицера. — Первое изд. — СПб.: Алетейя, 2007. — С. 41—85. — 88 с. — (Русское зарубежье. Источники и исследования). — 1000 экз. — ISBN 978-5-91419-004-7.

#### Мемуары красных
- Антонов–Овсеенко В. А. Записки о гражданской войне (в 4 томах). — М.—Л.: Государственное военное издательство, 1924−1933. — 1262 с. — 5000 экз.
- Макаров П.. «Адъютант Май-Маевского». Первое издание — Москва, 1926. Доступное издание — Макаров П. В. Адъютант Его Превосходительства: кто он? — М.: Российский Raritet, 1992. — 96 с. — 50 000 экз. — ISBN 5-7034-0005-8.
- Селявкин А. И. В трёх войнах на броневиках и танках. — Харьков: Прапор, 1991. — 183 с. — 15 000 экз.

## В кино
- Адъютант его превосходительства (фильм)